# Pandanus guillaumetii
Pandanus guillaumetii är en enhjärtbladig växtart som beskrevs av Benjamin Clemens Masterman Stone. Pandanus guillaumetii ingår i släktet Pandanus och familjen Pandanaceae. Inga underarter finns listade.